# Dzwonnica w Kupiatyczach
Dzwonnica w Kupiatyczach – drewniana, wolnostojąca dzwonnica, z XIX wieku, znajdująca się w Kupiatyczach. 

## Historia
W 1930 w Kupiatyczach wzniesiono murowaną cerkiew greckokatolicką filialną dla parafii w Kormanicach. Po wysiedleniach po 1947 cerkiew rozebrano. Pozostała tylko dzwonnica pochodząca z XIX wieku.  

## Architektura
Dzwonnica drewniana, wybudowana na rzucie kwadratu, w konstrukcji słupowej na fundamencie z kamieni. Ściany zwężające się ku górze, oszalowane deskami. Przykryta namiotowym dachem. 